# Cerocoma schreberi
Cerocoma schreberi là một loài bọ cánh cứng trong họ Meloidae. Loài này được Fabricius miêu tả khoa học năm 1781.

## Hình ảnh

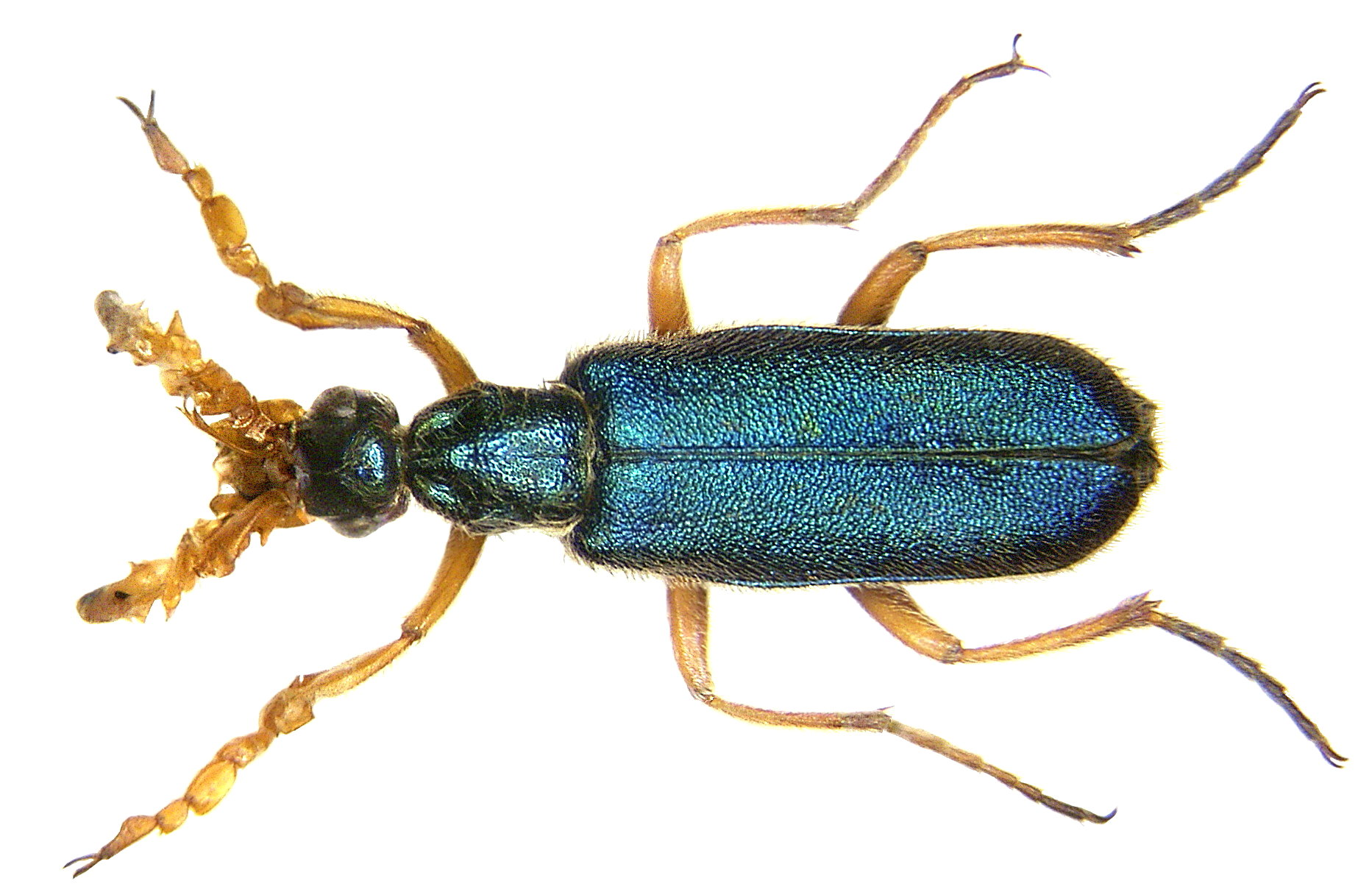
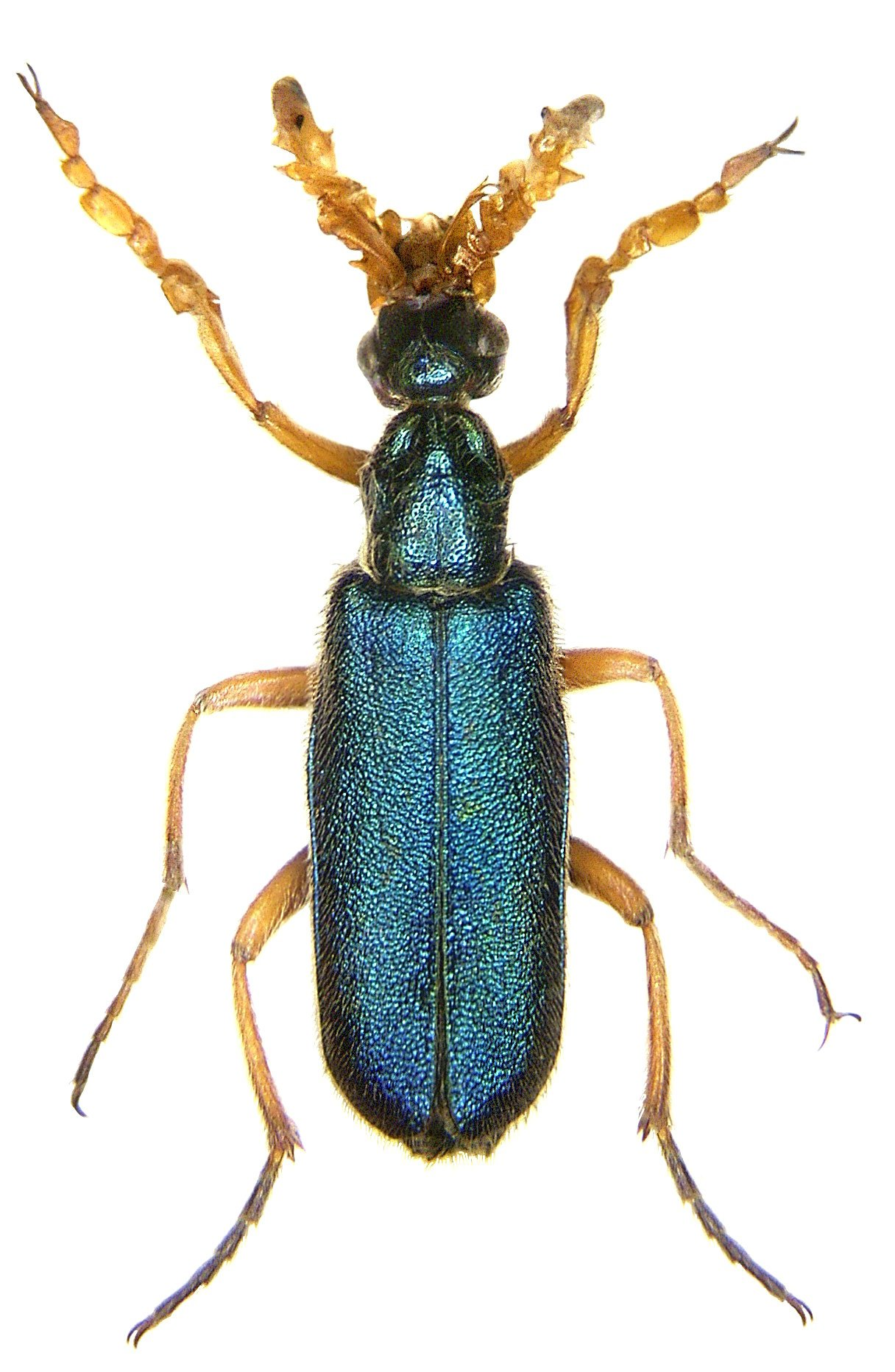